# 7641 Cteatus
7641 Cteatus è un asteroide troiano di Giove del campo greco. Scoperto nel 1986, presenta un'orbita caratterizzata da un semiasse maggiore pari a 5,2154072 au e da un'eccentricità di 0,0537391, inclinata di 34,68999° rispetto all'eclittica.
L'asteroide è dedicato a Cteato, fratello di Eurito.